# Lushnjë (distrito)
Lushnje (em albanês:  Rrethi i Lushnjës) é um dos 36 distritos da Albânia localizado na prefeitura de Fier. Sua capital é a cidade de Lushnjë. Situa-se no litoral albanês do Mar Adriático.